# کن میتسوئیشی
کن میتسوئیشی (ژاپنی: 光石 研؛ زادهٔ ۲۶ سپتامبر ۱۹۶۱) یک هنرپیشه اهل ژاپن است. وی از سال ۱۹۷۲ میلادی تاکنون مشغول فعالیت بوده‌است.
از کارهایی که وی در آن نقش داشته‌است، می‌توان به فیلم‌هایی مثل اورکا، آزمون بازیگری، آشوب، کتاب بالش و سرزمین خانگی و مانگای پسران قرن بیستم اشاره کرد.